# Klub mało używanych dziewic
Klub mało używanych dziewic – powieść obyczajowa Moniki Szwai z 2007 roku. Jej kontynuacją są powieści Dziewice, do boju! oraz Zatoka trujących jabłuszek.

## Główne bohaterki
Główne bohaterki poznajemy na powtórce ze studniówki, jaką zorganizowali absolwenci jednej z klas pewnego szczecińskiego liceum, a są to:
- Agnieszka Borowska – piękna, zgrabna i elegancka; z wykształcenia historyk, dyrektorka prywatnego liceum ogólnokształcącego w Szczecinie, a także nauczycielka historii w tej szkole. Jej jedynym towarzyszem życia jest kot Rambo. Ma skłonności do konfabulacji i do wyimaginowanych przyjaciół, w tym kochanków. W szkole zawsze była prymuską, w pracy również jest przebojowa, a ponadto lubiana. Nie miała dobrego kontaktu z rodzicami.
- Alina Grosik – pracuje w banku, samotnie wychowuje nastoletnią córkę Jadwigę, która w trudnym okresie dojrzewania nie jest miłym dzieckiem; nie radzi sobie z jej wychowaniem; małżeństwo Aliny trwało bardzo krótko.
- Michalina Hart – w połowie Polka, w połowie (po ojcu) Irlandka; jest projektantką zieleni na cmentarzu; samotna, mieszka z matką, ojciec opuścił je, gdy Michalina miała 6 lat; matka jest zaborczą egoistką, pragnącą stałej uwagi ze strony córki, Michalina pragnie zaś ułożyć sobie życie po swojemu, nie ma jednak siły, by przeciwstawić się matce;
- Marcelina Heska – projektantka ogrodów, ma narzeczonego Mikołaja Firleja, z którym mieszka od kilku lat, spodziewają się dziecka, w związku z czym będzie zmuszona przez jakiś czas nie pracować.

W czasie rozmowy podczas balu w szkole cztery przyjaciółki dochodzą do wniosku, że w ich życiu czegoś brakuje. Postanawiają więc to zmienić, założyć klub na wzór towarzystwa wzajemnej adoracji i dokonać czegoś pożytecznego. Kolega pod wpływem alkoholu podsuwa im nazwę - Klub mało używanych dziewic; okazuje się, że dowcipna i nieco przewrotna nazwa bohaterkom przypadła do gustu.
Agnieszka postanawia zaopiekować się starą i schorowaną sąsiadką – panią Różą. Nie jest to jednak zadanie łatwe, gdyż starsza pani ma kłótliwy charakter, a przy tym nie bardzo chce przyjąć oferowaną pomoc.
Marcelina z uwagi na ciążę jest na razie wykluczona z aktywności w klubie, jednak ma służyć myślą i radą. Agnieszka podejrzewa, że Mikołaj nie jest odpowiednim partnerem dla Marceliny, ale koleżanki nie pozwalają jej się wtrącać pomiędzy narzeczonych. Wkrótce przekonują się jednak, że Marcelina nie może liczyć na Mikołaja.
Alina rozpoczyna wolontariat w szpitalu na dziecięcym oddziale onkologicznym. Jej zadaniem jest rozmawianie z małymi pacjentami, opowiadanie ciekawych historii, czytanie książek, zabawa, a przede wszystkim pocieszanie i przytulanie dzieci. Dzięki temu niełatwemu zajęciu zaczyna inaczej postrzegać świat, problemy, a także inaczej patrzy na zachowanie własnej córki.
Te trzy kobiety nie radząc sobie z własnymi problemami, lękami i nerwicą, szukają wsparcia u lekarza psychiatry Grzegorza Wrońskiego, który jest nie tylko znakomitym specjalistą, ale też uroczym człowiekiem. Z jego pomocy medycznej nie korzysta jedynie czwarta "dziewica".
Michalina z kolei pragnie udzielać się w hospicjum, jednak współpracujący z nim ksiądz odwodzi ją od tego pomysłu. Stwierdza, że kobieta za dużo ma do czynienia z grobami, pracując na cmentarzu, a jeśli koniecznie chce pomóc hospicjum, może zaprojektować dla niego ogród. Pod wpływem rozmów z księdzem Michalina zwalnia się z dotychczasowego stanowiska i rozpoczyna pracę w prywatnej firmie zajmującej się projektowaniem ogrodów.
Dzięki nowym celom i zajęciom życie czterech bohaterek zaczyna się zmieniać.